# Ponthieva phaenoleuca
Ponthieva phaenoleuca är en orkidéart som först beskrevs av João Barbosa Rodrigues, och fick sitt nu gällande namn av Célestin Alfred Cogniaux. Ponthieva phaenoleuca ingår i släktet Ponthieva och familjen orkidéer. Inga underarter finns listade i Catalogue of Life.